# Jan Sonneveld
Jan Sonneveld (Zegwaart, 13 mei 1933 - Wageningen, 2 augustus 2022) was een Nederlands landbouwkundige en politicus.

## Loopbaan
Sonneveld was van boeren komaf. Zijn basisschooltijd in Zoetermeer stond in het teken van de Tweede Wereldoorlog en vanaf 1946 doorliep hij het gymnasium aan het Tweede Christelijk Lyceum in Den Haag. Sonneveld studeerde landbouweconomie- en politiek aan de Landbouwhogeschool te Wageningen. Daar was hij voorzitter van SSR-W en was ook actief bij de NCSV.
In 1956 was Sonneveld in Wageningen lid geworden van de Christelijk-Historische Unie (CHU). Nadat hij na zijn afstuderen in 1962 weer in Zoetermeer woonachtig was, werd hij al snel voorzitter van de plaatselijke CHU en was tevens actief in de CHU-kring Leiden. Hij werd voorzitter van de landbouwcommissie van de partij en lid van het hoofdbestuur en de Unieraad.
Sonneveld ging voor het ministerie van Landbouw werken en maakte van 1964 tot 1968 deel uit van de staf van minister Barend Biesheuvel. Onder diens opvolger Pierre Lardinois had Sonneveld het niet naar zijn zin en ging in de buitenlandse dienst. Hij werd als landbouwattaché uitgezonden en werkte op de ambassades in Beiroet, Caïro en Washington. Hij was tevens de Nederlandse vertegenwoordiger bij de Voedsel- en Landbouworganisatie van de Verenigde Naties (FAO). Sonneveld was tussen 1989 en 1999 lid van het Europees Parlement waar hij landbouwwoordvoerder was.
- Parlement.com: vg09llzjqgti